# Stazione di Londra St Pancras
La stazione di London St Pancras è una stazione ferroviaria aperta 24 ore al giorno che si trova nella parte nord di Londra, tra la nuova British Library e la stazione di King's Cross. È il capolinea meridionale della Midland Main Line, ed è il principale punto di partenza da Londra dei treni della East Midlands, via Leicester per Sheffield e parte dello Yorkshire. Dal novembre 2007 vi si attestano i TGV Eurostar per Bruxelles e Parigi.

## Storia
St.Pancras, aperta nel 1868, comprende due dei maggiori edifici costruiti a Londra durante l'età vittoriana. È chiamata così per una chiesa vicina dedicata a San Pancrazio (St Pancras nell'inglese). Il poeta John Betjeman ha scritto: "San Pancrazio è stato un ragazzo cristiano di quattordici anni che fu martirizzato in Roma nell'anno 304 durante la persecuzione dell'imperatore Diocleziano. In Inghilterra è conosciuto come stazione ferroviaria".

## Trasporti

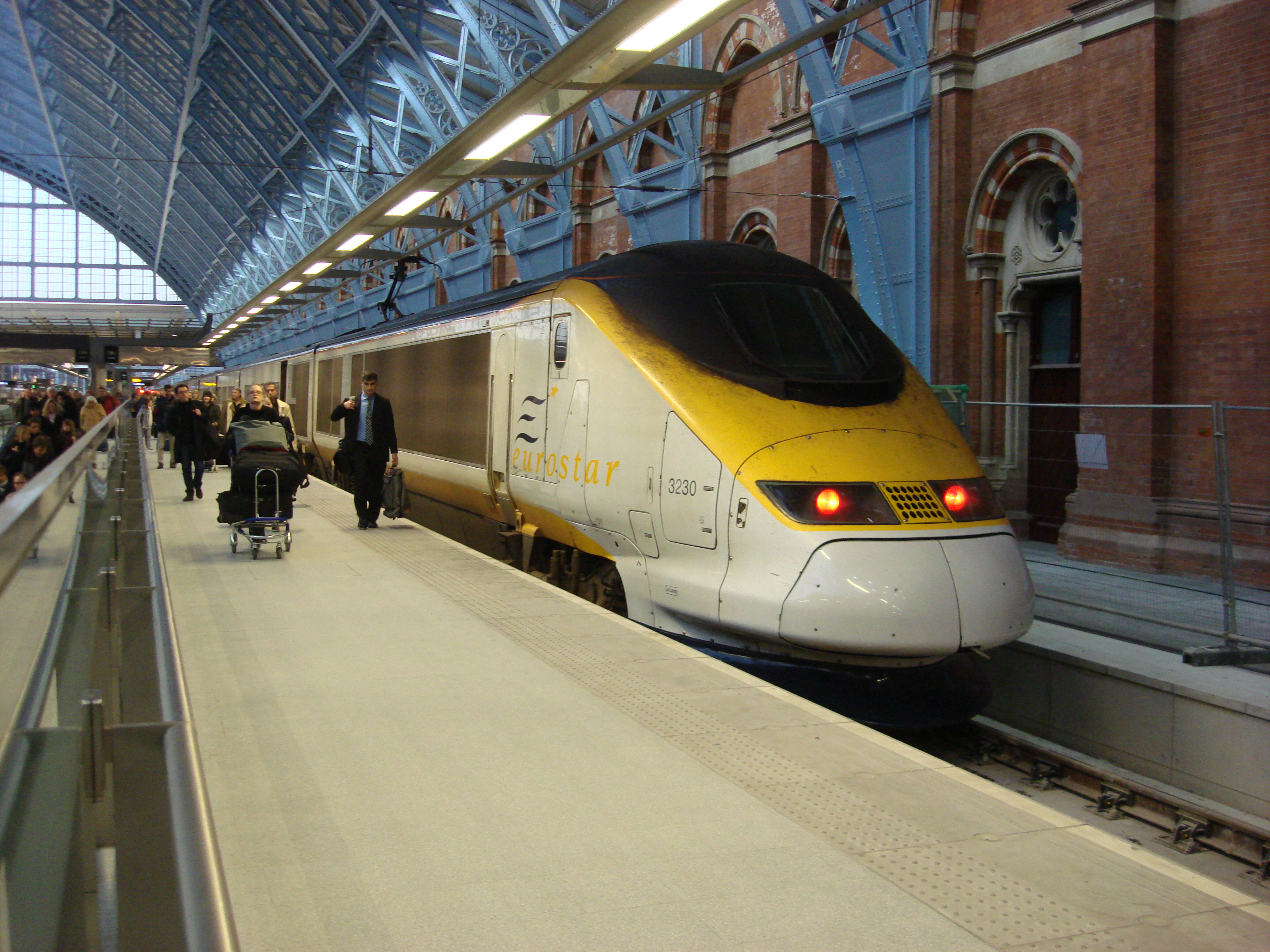
Un Eurostar appena giunto da Bruxelles attraverso l'Eurotunnel.

### Internazionale
Da novembre 2007, in concomitanza con l'apertura dell'ultima tratta della linea High Speed 1 che collega Londra all'Eurotunnel, i treni Eurostar che collegano la capitale inglese con Parigi e Bruxelles si attestano in questa stazione. Questo comporta per i viaggiatori il vantaggio di avere subito le coincidenze con i treni diretti nel nord dell'Inghilterra e verso la Scozia in questa stazione e nell'adiacente di King's Cross.

### Nazionale
La stazione è gestita dall'operatore Midland Mainline, ed è collegata con l'aeroporto di Luton. Serve il nord e centro del paese, con arrivi a Sheffield, Nottingham e Leicester.

### Regionale
Thameslink, Southeastern e East Midlands Railway sono tre importanti ferrovie locali servite da questa stazione.

### Metropolitana
La stazione metropolitana, comune a quella di King's Cross e chiamata King's Cross-St.Pancras, serve numerose linee:
- Piccadilly - (nelle mappe indicata in blu)
- Northern - (nelle mappe indicata in nero)
- Victoria - (nelle mappe indicata in azzurro)
- Hammersmith & City - (nelle mappe indicata in rosa)
- Metropolitan - (nelle mappe indicata in viola)
- Circle - (nelle mappe indicata in giallo)